# Dampierre-en-Graçay

Dampierre-en-Graçay este o comună în departamentul Cher, Franța. În 1 ianuarie 2022 avea o populație de 248 de locuitori.